# Movimiento Femenino Popular
El Movimiento Femenino Popular (MFP) fue un organismo generado del Partido Comunista del Perú-Sendero Luminoso encargado de la politización, instrumentalización y movilización de las mujeres en favor de dicha organización subversiva.
El MFP fue fundado por Augusta La Torre a partir de la Fracción Femenina del Frente Estudiantil Revolucionario (FER) de Ayacucho, basándose en las concepciones de Karl Marx, Engels, Mao y José Carlos Mariátegui. El surgimiento del MFP fue concebida como parte del "activismo revolucionario" previo al inicio de la "lucha armada" desde la "violencia revolucionaria", desarrollando sus actividades entre las masas explicando sobre la "emancipación de las mujeres" en barrios y mercados. En 1974, el MFP organizó su Primera Convención de mujeres campesinas en Ayacucho. En 1975, debido a la proclamación de dicho año como el año internacional de la mujer por parte de la Organización de las Naciones Unidas, el MFP organiza la Asamblea nacional de mujeres, la Primera Convención nacional del MFP, la Convención de mujeres obreras, la Convención de mujeres pobres de barrios y barriadas de Lima, y la Convención nacional de universitarias sobre emancipación de la mujer.
Entre las acciones realizadas por el MFP están la distribución del libro "El marxismo, Mariátegui y el movimiento femenino", escrito por Catalina Arianzen (miembro del MFP y, posteriormente, cabecilla de Sendero Luminoso en el Cusco).  Además, fue clave en la construcción, junto al FER, de otros organismos generados como el Movimiento Clasista Barrial (MCB) y el Centro Femenino Popular (CFP), a la par del reclutamiento de personas para Sendero Luminoso. Tuvo presencia en países como Ecuador o Alemania gracias a la labor del Movimiento Popular Perú.